# Kościół św. Jerzego w Elblągu
Kościół Świętego Jerzego w Elblągu – rzymskokatolicki kościół parafialny w Elblągu, w województwie warmińsko-mazurskim. Należy do dekanatu Elbląg Południe diecezji elbląskiej.
Świątynia należała do elbląskiego Nowego Miasta. Pierwsza wzmianka o tym kościele pochodzi z 1340 roku. Pierwotnie był to kościół szpitalny, wybudowany obok szpitala św. Jerzego przeznaczonego dla trędowatych. Na początku była to budowla szachulcowa, następnie, w XV stuleciu została obmurowana cegłą. Budowla posiada jedną nawę i płaski malowany strop. Na dwuspadowym dachu jest umieszczona mała sygnaturka z 1905. Do naszych czasów, z dawnego wyposażenia wnętrza nic się nie zachowało poza polichromią na stropie z 1609.